# Керрі Зевегнін
Керрі Зевегнін (англ. Kerry Zavagnin, нар. 2 липня 1974, Плімут, Мічиган) — американський футболіст, що грав на позиції півзахисника. По завершенні ігрової кар'єри — тренер. З 2009 року входить до тренерського штабу клубу «Спортінг» (Канзас-Сіті).
Виступав, зокрема, за клуби «Нью-Йорк Ред Буллз» та «Канзас-Сіті Візардс», а також національну збірну США.

## Клубна кар'єра
Народився 2 липня 1974 року в місті Плімут. У 1992—1995 роках навчався у Університеті Північної Кароліни в Чапел-Гілл, виступаючи за університетську футбольну команду «Тар Гілз», де забив 22 голи та віддав 24 результативні передачі в 76 матчах. Після завершення навчання грав за «Ралі Флаєрз» в USISL, третьому за рівнем дивізіоні США.
На початку 1997 року на додатковому драфті МЛС був обраний під 21 номером клубом «Колорадо Репідз», який одразу обміняв його на Пітера Вермеса з «Нью-Йорк МетроСтарз». Відіграв за команду з Нью-Йорка наступні два сезони своєї ігрової кар'єри, але не був основним гравцем, через що здавався в оренду в нижчоліговий «Лонг-Айленд Раф Райдерс», а 1999 року на повноцінній основі грав за інший нижчоліговий клуб «Ліхай Воллі Стім».
На Супердрафті МЛС 2000 року був обраний під 30 номером клубом «Канзас-Сіті Візардс» і таким чином повернувся до вищого дивізіону країни, відігравши за клуб наступні дев'ять сезонів. Зевегнін швидко став основним гравцем команди, якій допоміг виграти Кубок MLS у 2000 році та Відкритий кубок США у 2004 році. Того ж року він був включений до MLS Best XI. Завершив професійну кар'єру футболіста виступами за команду «Спортінг» (Канзас-Сіті) в кінці 2008 року.

## Виступи за збірну
У 1993 році у складі молодіжної збірної США Зевегнін взяв участь у молодіжному чемпіонаті світу в Австралії. На турнірі він зіграв у чотирьох матчах і відзначився голом в поєдинку проти Південної Кореї (2:2), завдяки чому американці вийшли з групи, поступившись у чвертьфіналі майбутнім переможцям турніру Бразилії.
25 жовтня 2000 року дебютував в офіційних матчах у складі національної збірної США в товариській грі проти Мексики (2:0). Протягом кар'єри у національній команді, яка тривала 7 років, провів у її формі 21 матч.

## Кар'єра тренера
По завершенні кар'єри гравця Керрі залишився у «Канзас-Сіті Візардс» (з 2010 року — «Спортінг Канзас-Сіті»), увійшовши до тренерського штабу клубу.

## Здобутки
- Кубок МЛС
  - Переможець (1): 2000
- Supporters' Shield
  - Переможець (1): 2000
- Відкритий кубок США
  - Переможець (1): 2004
- Конференції
  - Переможець Плей-оф Західної конференції (2): 2000, 2004;
  - Переможець Західної конференції у Регулярному сезоні (2): 2000, 2004
- Інші трофеї
  - MLS Best XI (4): 2004